# Kerstin Avemo

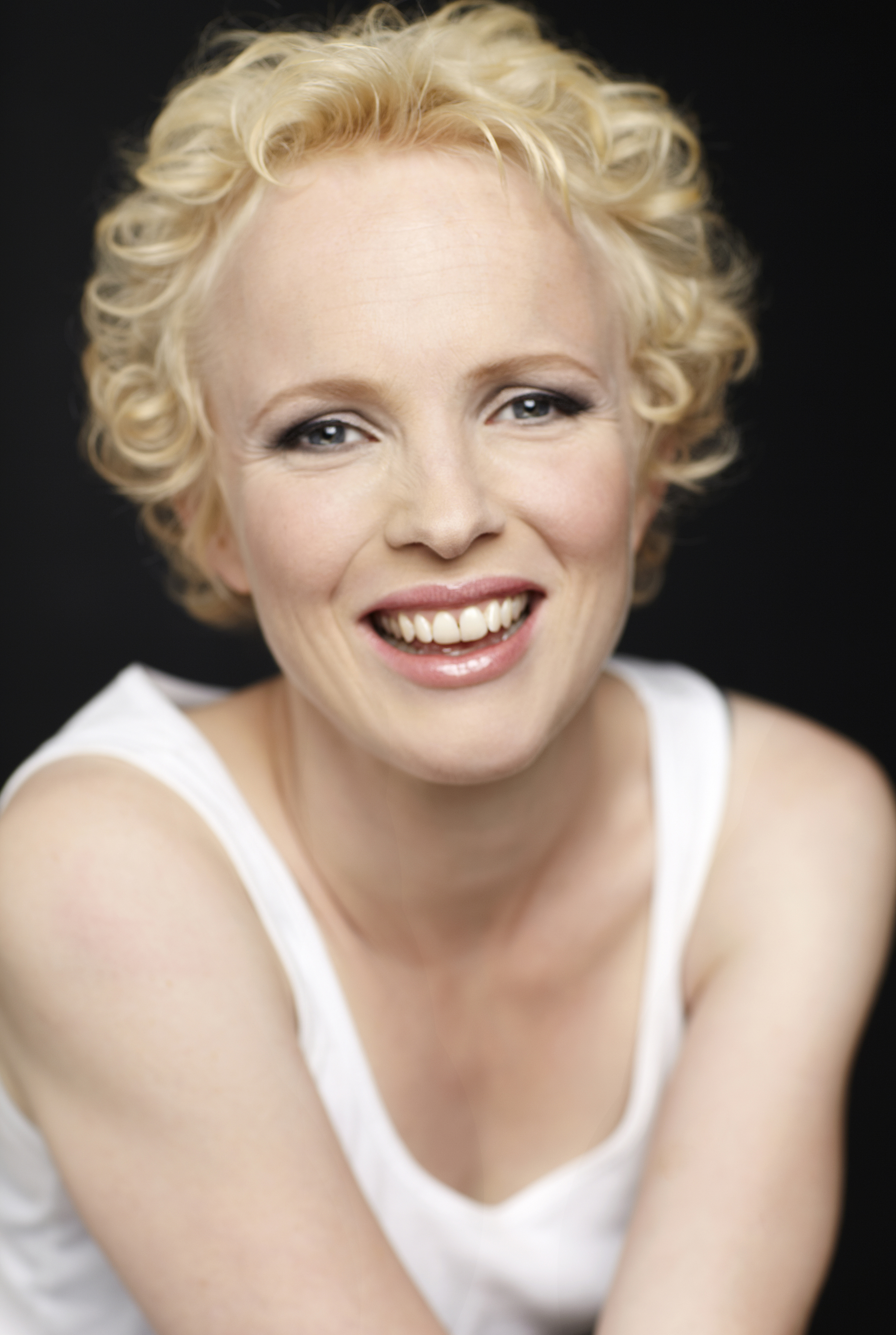
Kerstin Avemo

Kerstin Avemo (* 27. Oktober 1973 in Stockholm) ist eine schwedische Opernsängerin (Sopran, Koloratursopran).

## Leben
Sie studierte nach der Ausbildung am Operastudio 67 an der Musikhochschule in Stockholm. Ihren Durchbruch hatte sie 2002 an der Göteborger Oper mit der Titelrolle in der Oper Lulu von Alban Berg. Danach trat sie an verschiedenen Opernbühnen wie der Oper Frankfurt, am Opernhaus Zürich, am Theatre la Monnaie, im Theater an der Wien und an der Königlichen Oper Kopenhagen. Ihr Repertoire reicht von der Violetta (La traviata) über die Gretel (Hänsel und Gretel) bis zur Julia in Roméo et Juliette. Sie gastierte bei vielen Festivals und u. a. im Palais des Beaux Arts, Théâtre des Champs-Élysées und in der Berliner Philharmonie.
2015 debütierte sie bei den Bregenzer Festspielen in Les Contes d’Hoffmann als Olympia.

## Diskografie
- CD – C. W. Gluck: Orpheus und Eurydike Wiener Urfassung 1762 (Naxos)
- CD – G. F. Händel: Messiah (Harmonia Mundi)
- CD / DVD – Benoit Mernier: Frühlings Erwachen (Cypres)
- DVD – W. A. Mozart: Die Entführung aus dem Serail KV 384 (Oper Frankfurt)
- DVD – Philippe Boesmans: Julie (Bel Air)
- DVD – Despina in W. A. Mozarts Così fan tutte, KV 588, Teatro Real de Madrid, inszeniert von Michael Haneke 2013.